# Равиндра Сварупа Даса
Рави́ндра Свару́па Да́с(а) (IAST: Ravīndra Svarūpa Dāsa; имя при рождении — Уи́льям Дедуа́йлер, англ. William H. Deadwyler, III; род. 27 июля 1949) — индуистский кришнаитский религиозный деятель, один из руководителей Международного общества сознания Кришны (ИСККОН); богослов, религиовед.

## Биография
Уильям Дедуайлер родился 27 июля 1949 года в семье полковника Армии США. В 1969 году присоединился к ИСККОН. В 1971 году получил духовное посвящение и санскритское имя «Равиндра Сварупа Даса» от Бхактиведанты Свами Прабхупады (1896—1977). В 1972 году стал президентом храма ИСККОН в Филадельфии. В 1984 году инициировал в ИСККОН движение за реформирование института гуру. К концу 1980-х годов деятельность Равиндры Сварупы и его сторонников привела к широкомасштабным реформам института гуру в ИСККОН. В 1986 году стал инициирующим гуру, а в 1987 году — членом Руководящего совета ИСККОН. В 2014 году ушёл с поста члена Руководящего совета.

## Образование и научная деятельность
Имеет академическую степень бакалавра по философии от Пенсильванского университета (1966) и учёные степени магистра и доктора философии по религиоведению от университета Темпл. Защитил докторскую диссертацию на тему «Necessity and the Cosmic Organism: An Examination of Hartshorne’s God» в 1980 году. Является автором ряда научных публикаций на тему вайшнавской философии и богословия, в частности на тему гаудия-вайшнавского богословия в контексте ИСККОН.

## Личная жизнь
Женат. Имеет троих детей и двух внуков.